# Bratři Kakuliové

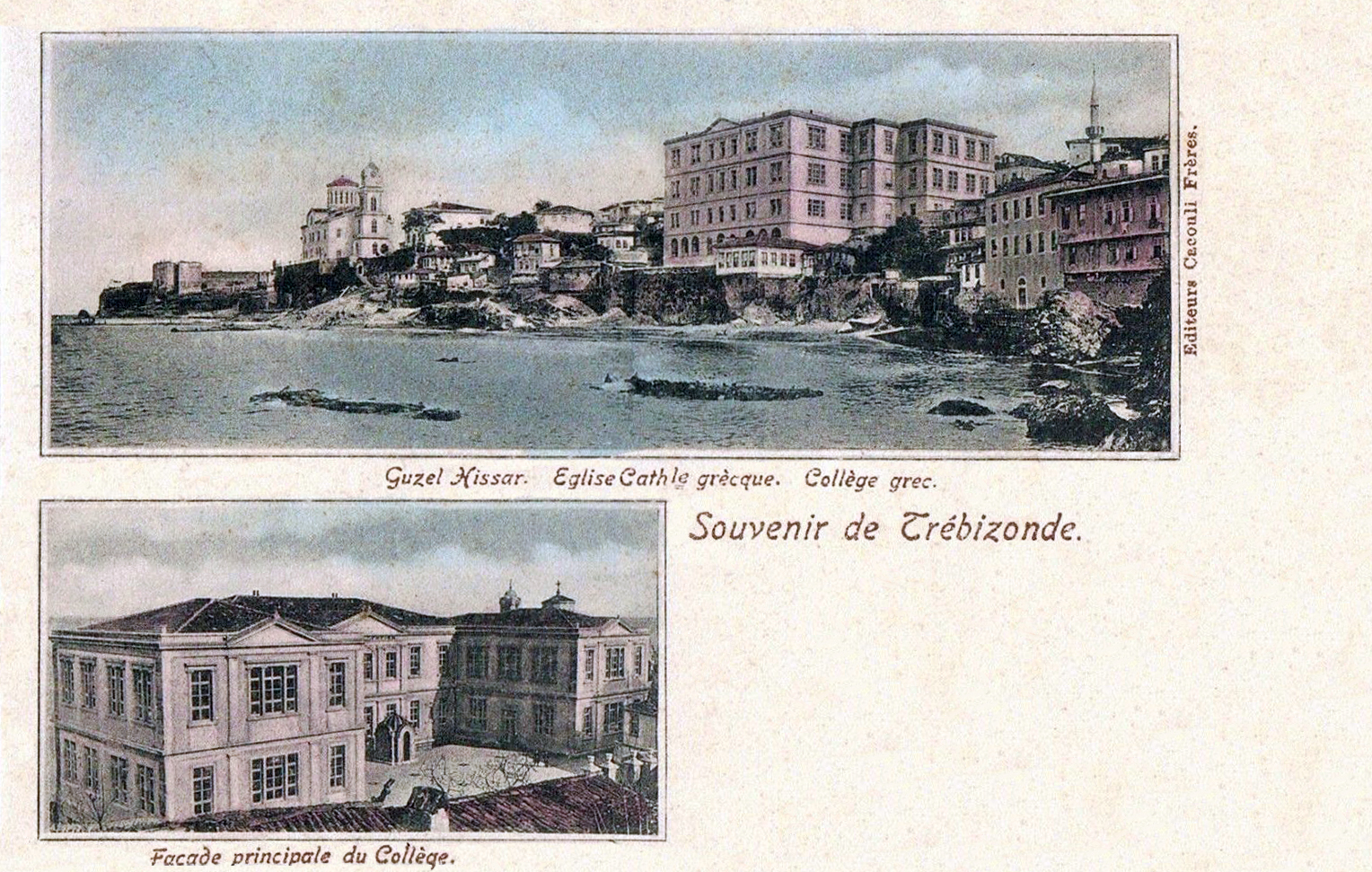
Pohlednice s Kaleparkem, řeckokatolickou církví a řeckou kolejí

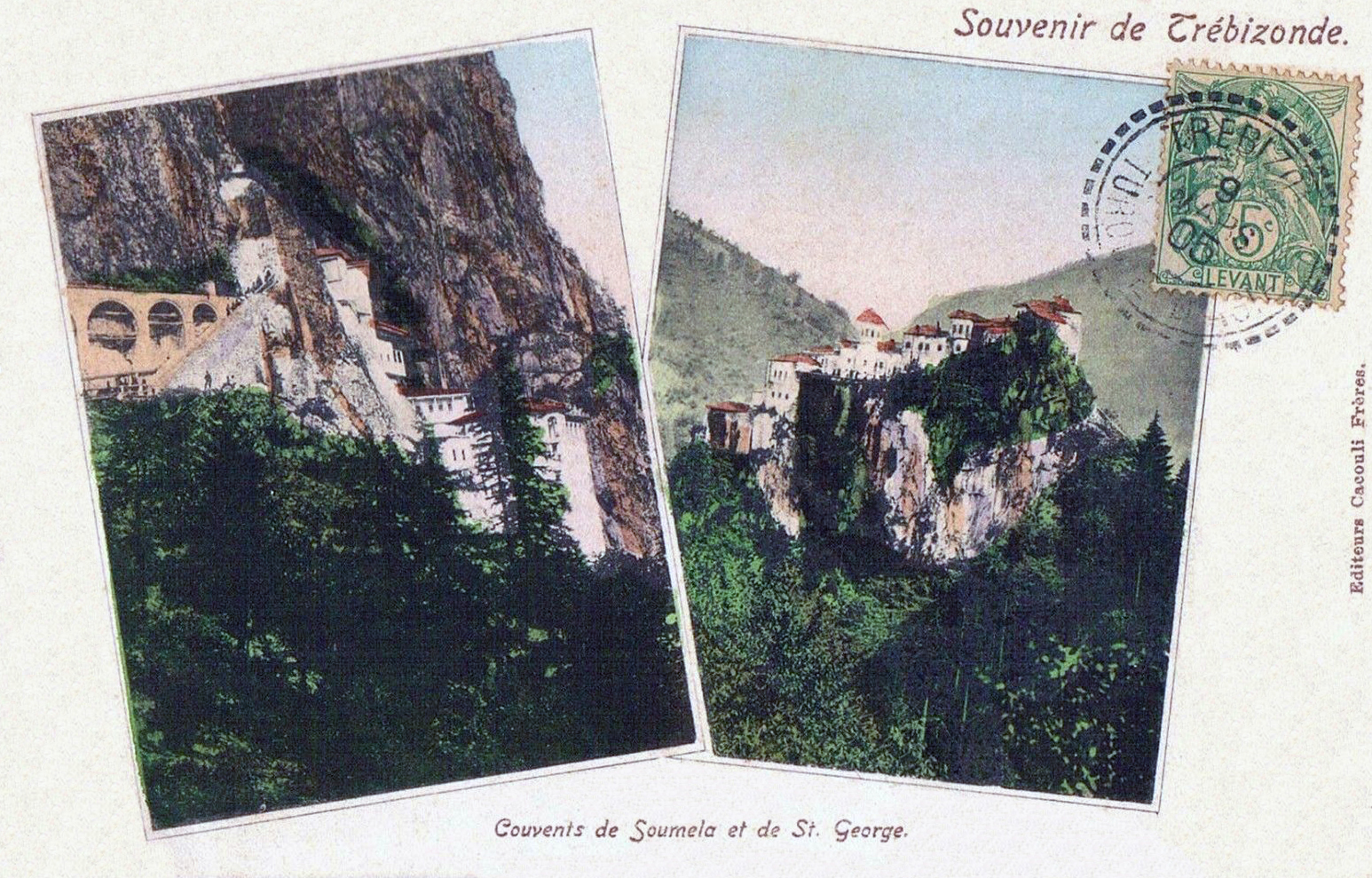
Pohlednice s kláštery Sümela a St. Yorgi

Bratři Kakuliové, Kakuli Kardeşler nebo Kakuli Biraderler (francouzsky: Cacouli Frères, anglicky: Cacouli Brothers) byli řečtí fotografové jménem Kiryakos a Mihalis, kteří otevřeli druhé a největší fotografické studio v Trabzonu.

## Historie
Bratři Kakuliové, průkopníci v oboru fotografie v Trabzonu, jsou známí díky „Albu paláce Yıldız“, který se skládá ze snímků městských vedut Trabzonu, vytvořených na žádost sultána Abdulhamida II. Ačkoli se říká, že album, které se skládá z fotografií pořízených ve městě v letech 1895 až 1890, obsahuje podle některých zdrojů 57 fotografií a podle jiných zdrojů 67 fotografií, dnes je v albu 61 fotografií. Album obsahuje panoramatické fotografie města a také první fotografie státních budov, mešit, hrobek, kostelů, lóží, klášterů, škol, přístavů a majáků v Trabzonu.  Mnoho fotografií bratrů Kakuliových publikoval jako pohlednice vydavatel Osman Nuri Eyüboğlu. Kromě fotografií bratří Kakuliů v albu paláce Yıldız je v Galerii výtvarného umění provinčního ředitelství kultury a cestovního ruchu Trabzon vystaveno 37 fotografií.
Bratři Kakuliové pořídili první fotografii v Rize. Fotografie na pohlednici je datována do roku 1900.

## Kakuli Kardeşler Fotoğrafhanesi
Předpokládá se, že jejich podnik Kakuli Kardeşler Fotoğrafhanesi, fungoval asi od roku 1880 až do roku 1921. Byl to první obchod s fotografiemi otevřený v Trabzonu po obchodě s fotografiemi, který otevřel  Jermakov v roce 1868. Přestože Anthony Bryer datuje neurčitou fotografii pořízenou bratry Kakuliovými do roku 1893, předpokládá se, že fotografický dům byl postaven v dřívější době, protože některé stavby, jejichž datum výstavby není známo, na fotografii nejsou. Podle malíře a fotografa Burhana Agah Özaka, který v té době žil, měl obchod s fotografiemi dvě patra. Özak řekl, že v prvním patře budovy bylo studio, které bylo postaveno se skleněným stropem, aby do něj mohlo denní světlo. Uvedl také, že bratři Kakuliové předali před odjezdem ze země obchod s fotografiemi vysloužilému kapitánovi Mümtaz Beyovi. Poslední známé umístění obchodu s fotografiemi, o kterém se původně předpokládalo, že byl založen na adrese Uzun Sokak, bylo na Neşe Sokak, Kunducular Caddesi.

## Galerie

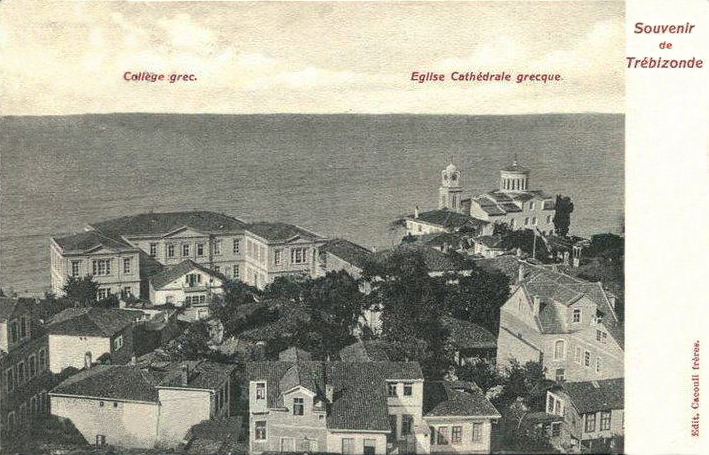
Řecká škola a kostel, Trabzon
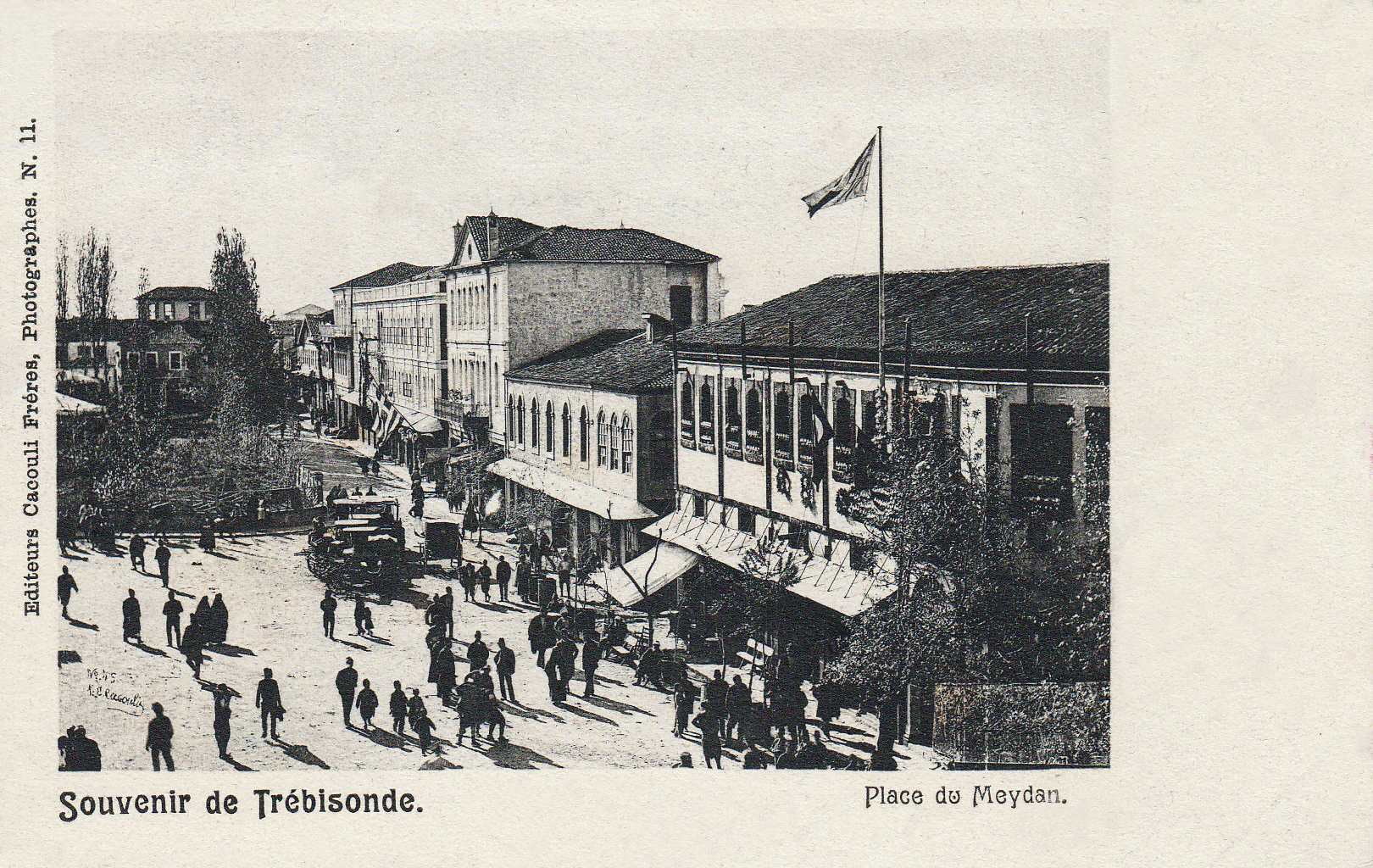
Medyanské náměstí, Trabzon
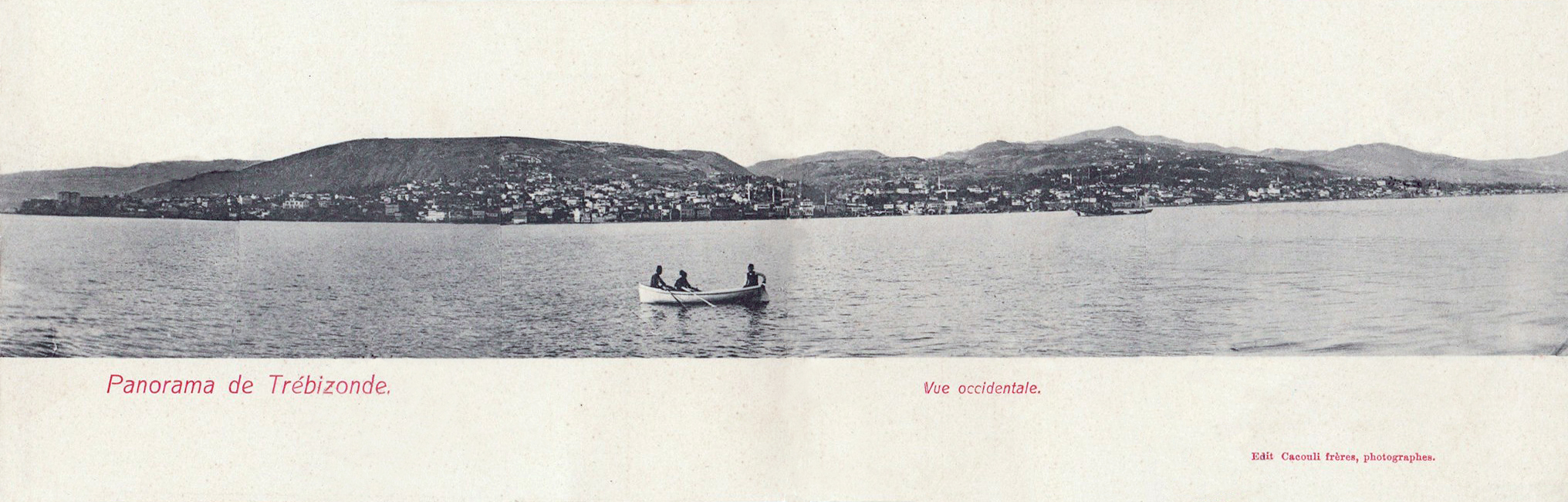
Trabzonské panorama
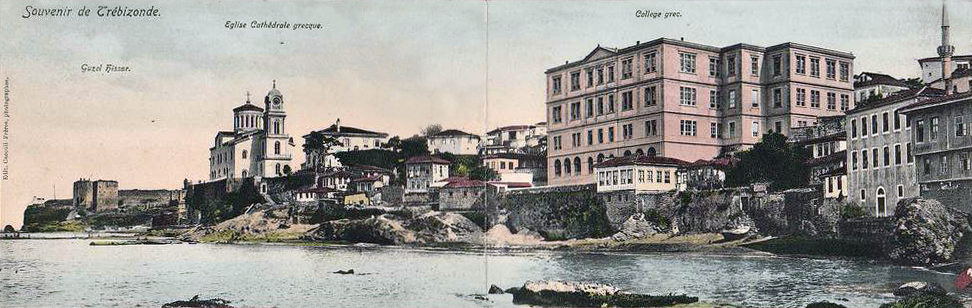
Trabzonské panorama
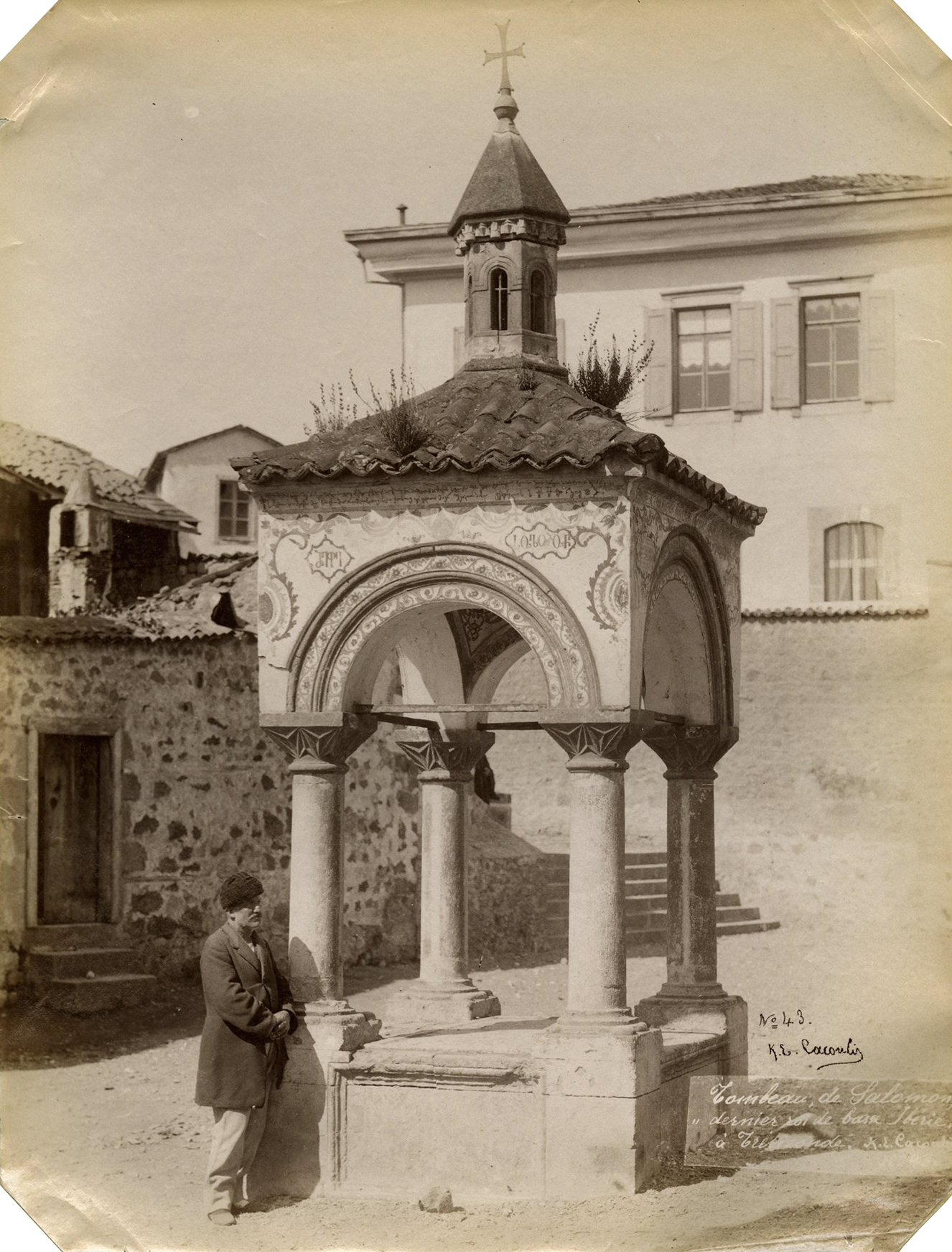
Hrobka panovníka Solomona II., 1893